# Mokichi Murata

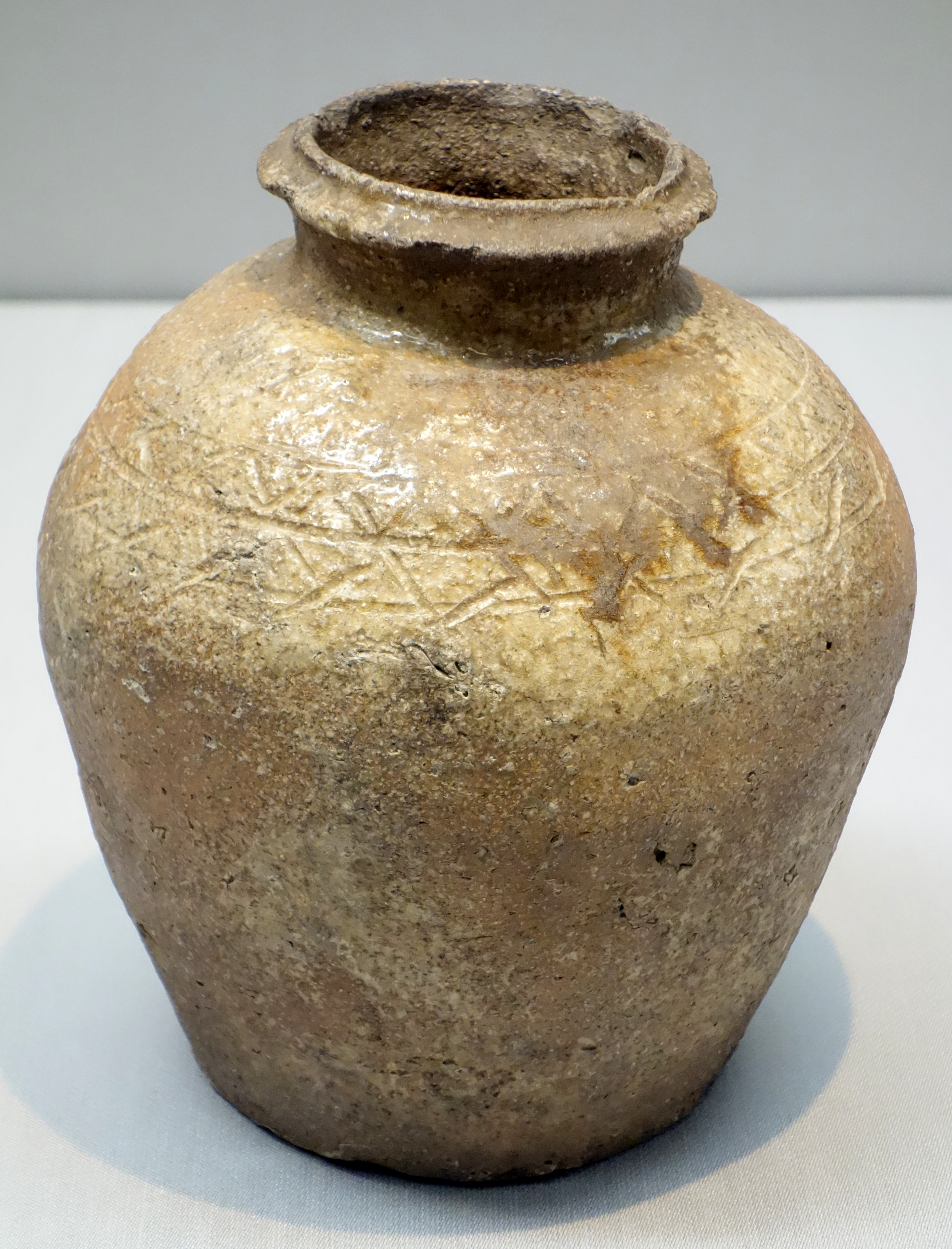
Ten zwyczajny dzban zasobowy wyprodukowany w XV wieku w Shigaraki został zaadaptowany jako wazon na kwiaty używany w ceremonii picia herbaty. Muzeum Narodowe w Tokio

Mokichi Murata (jap. 村田 茂吉 Murata Mokichi) (imię buddyjskie Shukō albo Jukō (jap. 珠光) (ur. ok. 1422 w Nara – zm. 1502 w Kioto) – japoński mistrz ceremonii picia herbaty, tradycyjnie uważany za twórcę herbaty w stylu wabi (wabicha).

## Życiorys
Zgodnie z biografią Mokichiego zawartą w Yamanoue Sōjiki, dzienniku Yamanoue Sōji (zm. 1590), był on synem buddyjskiego mnicha i w swoich młodych latach wstąpił do klasztoru szkoły Czystej Krainy Shomyōji w pobliżu Nary. Później został adoptowany przez kupiecką rodzinę Murata. Przed ukończeniem trzydziestego roku życia Mokichi opuścił klasztor i udał się do Kioto, gdzie opanował sztukę ceremonii picia herbaty i stał się kolekcjonerem i koneserem herbacianych utensyliów. Być może również nimi handlował, co wyjaśniałoby, w jaki sposób był w stanie zdobyć kosztowne przedmioty do swojej kolekcji.
Zgodnie z dziennikami Sōji w Kioto Mokichi studiował pod kierunkiem sławnego kapłana Daitoku-ji Ikkyū (zm. 1481), który miał potwierdzić jego oświecenie. Sōji twierdzi również, iż Mokichi został zatrudniony przez Ashikagę Yoshimasę (zm. 1490) jako specjalista od rytualnej herbaty w jego willi Higashiyama, za rekomendacją dōbōshū sioguna Nōamiego (zm. 1471). Wcześniej Mokichi miał nauczyć Nōamiego swojego nowego stylu podawania herbaty. Według Sōji pod wpływem Ikkyū Mokichi zrozumiał, iż ceremonia picia herbaty może stać się dyscypliną duchową, a być może nawet pomóc w osiągnięciu oświecenia, co zainspirowało go do stworzenia jej nowej formy.
Żadne dokumenty nie potwierdzają powyższych twierdzeń Sōjiego, który pisał niemal stulecie po śmierci Mokichiego. Wiadomo, że Nōami zmarł zanim Yoshimasa po rezygnacji z siogunatu osiadł w willi Higashiyama, a zatem raczej nie mógł przedstawić Mokichiego swojemu patronowi. Co więcej, Mokichi nie pojawia się w żadnych dokumentach związanych z Yoshimasą lub Ikkyū. Niemniej pojawia się w późniejszych dokumentach Daitoku-ji, co sugeruje, że prawdopodobnie utrzymywał stosunki ze świątynią po śmierci Ikkyū, jeśli nie wcześniej. Ponadto o Mokichim wspomina mistrz nō Konparu Zenpō (zm. 1520), a jest on także wymieniony w liście napisanym przez mistrza poezji renga Sōgiego (zm. 1502) do mistrza sztuki kadzidlanej (Kōdō) Shino Sōshina (zm. 1480). Wydaje się zatem raczej pewne, że Mokichi rzeczywiście obracał się w artystycznych kręgach ówczesnego Kioto, nawet jeśli jego relacje z takimi luminarzami epoki jak Ikkyū, Nōami i Yoshimasa pozostają wątpliwe.

## List Serca i znaczenie dla ceremonii picia herbaty
Miejsce w historii ceremonii picia herbaty zapewnił Mokichiemu jego List Serca (Kokoro no Fumi) napisany ok. 1488 do jego ucznia i pomniejszego daimyō Furuichi Chōina. Ostrzega on w nim przed pustym zachwytem niedoświadczonych nad japońskimi naczyniami (wamono) z Bizen i Shigaraki (obecnie część miasta Kōka), które charakteryzuje, używając takich wyrażeń jak hie (zimne), kare (zwiędłe) i yase (pochylone)
Podążając tą drogą [herbaty], trzeba ze szczególną troską harmonijnie łączyć smak japoński z chińskim. Jest to rzecz niezmiernie ważna i wymaga szczególnej uwagi. Jakże niedorzeczne jest dziś, by niedoświadczeni byli zadowoleni, pożądając rzeczy takich jak towary z Bizen czy Shigaraki, dlatego że cechują je „zimno i więdnięcie”, i próbowali pokazać, choć inni nimi gardzą, jak daleko już zaszli [w tej drodze]
Można stąd wywnioskować, że było wówczas czymś popularnym poszukiwanie wyrobów z Bizen i Shigaraki właśnie ze względu na tego rodzaju kryteria. Chociaż było to czymś nowym dla kultury herbaty, to już od jakiegoś czasu przy użyciu wszystkich trzech terminów oceniano dzieła waka, renga i nō, przy czym takie określenia jak „zimne” czy „zwiędłe” zostały zapożyczone z Chin. Wspólnie składały się one na ideał kotan kanjaku (zwykłego i prostego) oraz piękna tego co surowe i niedoskonałe. Była to estetyka przywoływana w przypisywanym Mokichiemu powiedzeniu „księżyc nie jest powabny, dopóki po części nie zakrywa go chmura”.
W swoim liście Mokichi podkreśla, że należy w sposób harmonijny łączyć ze sobą tradycyjnie cenione karamono (tj. „chińskie rzeczy”) z wamono, unikając przy tym zuchwalstwa oraz pozostając „boleśnie samoświadomym”. Używa zatem języka charakterystycznego dla adeptów drogi (jap. michi), przy czym to ujmowanie herbaty jako jednej z dróg również ma swoje precedensy we wcześniejszych praktykach świata literackiego. W sumie List Serca można uznać za reprezentujący interesy nowej grupy adeptów ceremonii picia herbaty, w większości bogatych kupców, którzy posiadali dość pieniędzy, by oddawać się rytuałowi herbaty, ale jednocześnie chcieli zaznaczyć swoją odrębność na tym polu. Widać to zarówno w aprobacie dla nowej mody używania japońskich naczyń, jak i z drugiej strony odrzuceniu polegania przez początkujących jedynie na nich, co implikuje, że „zanim ktoś może użyć japońskich rzeczy, najpierw musi posiadać własne wspaniałe przedmioty (yoki dogu) i w pełni je docenić”.
Yamanoue Sōji uważał Mokichiego za twórcę sōan chanoyu („herbaty w chatce krytej strzechą”), wraz z którą rozpoczął się proces odejścia od wcześniejszej herbaty wojowników. Chociaż Mokichi nie stworzył pawilonu herbacianego typu sōan, który miał rozmiar jedynie czterech i pół tatami, to jego powstanie w tym okresie było zgodne z jego naciskiem na bliskość oraz wzajemny szacunek gospodarza i gościa. Chociaż nie używał terminu wabi, to jego idee pozostają w zgodzie z tą koncepcją, która została dalej rozwinięta przez jego kontynuatorów, Jōō Takeno (zm. 1555) i Sen no Rikyū (zm. 1591). Późniejsi mistrzowie herbaty widzieli w Mokichim osobę, która w ceremonii picia herbaty przeniosła nacisk z koneserstwa drogich utensyliów na wyższą świadomość wewnętrznego piękna przedmiotów i duchową komunię pomiędzy jej uczestnikami.